# Rainer Wallek

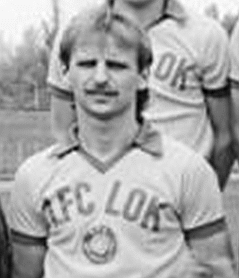
Rainer Wallek 1983

Rainer Wallek (* 8. Juni 1959) war Fußballspieler im Spielbetrieb des DDR-Fußball-Verbandes. In dessen höchster Spielklasse, der Oberliga, spielte er für Chemie Buna Schkopau, für den 1. FC Lokomotive Leipzig und den Halleschen FC Chemie.
Bis 1979 spielte der Werkzeugmacher Wallek bei der Bezirksklassenmannschaft Traktor Görzig nördlich von Halle (Saale) in der vierten Liga. Zur Saison 1979/80 wechselte er zum DDR-Ligisten Chemie Buna Schkopau in die zweite Liga. In seiner zweiten Saison in Schkopau stieg er mit seiner Mannschaft überraschend in die DDR-Oberliga auf, war daran aber nur mit 15 Ligaeinsätzen bei 30 ausgetragenen Spielen und mit einem Tor beteiligt. Auch in der Oberligasaison 1981/82 hatte der 1,81 m große Offensivspieler bei Chemie Buna einen holprigen Start. Bis zum 7. Spieltag hatte er nur viermal gespielt und stand nie die vollen 90 Minuten auf dem Platz. Erst danach begann er sich zu stabilisieren und kam schließlich bis zum Saisonende auf 23 Punktspieleinsätze mit drei Torerfolgen. 15-mal spielte er über die volle Distanz und wurde in der Regel als Mittelstürmer eingesetzt. Als schlechteste Mannschaft der Saison stieg Chemie Buna Schkopau nach nur einem Jahr wieder aus der Oberliga ab.
Wallek spielte mit Schkopau noch die Saison 1982/83 in der DDR-Liga und wurde mit neun Treffern Torschützenkönig der Mannschaft. Unmittelbar nach Saisonende wechselte er im Mai 1983 zum Oberligisten 1. FC Lokomotive Leipzig und bestritt dort am 28. Mai noch das letzte Saisonspiel der Leipziger. In der Begegnung Dynamo Dresden – 1. FC Lok (3:1) wurde er in 55. Minute eingewechselt und dankte dies mit dem Ehrentreffer für Leipzig in der 71. Minute.
Auch für die Spielzeit 1983/84 wurde Wallek vom 1. FC Lok für seine Oberligamannschaft nominiert, kam aber bis zum Ende der Hinrunde nicht zum Einsatz. Daraufhin nahm er einen erneuten Wechsel vor und schloss sich Anfang 1984 dem Oberligisten Halleschen FC Chemie (HFC) an. Aber auch dort gelang es ihm nicht, richtig Fuß zu fassen. In den 13 Punktspielen bis zum Saisonende wurde er nur fünfmal in der Oberliga eingesetzt, nur einmal als Linksaußenstürmer über die volle Spieldauer. Der HFC beendete die Saison als Absteiger und spielte 1984/85 in der DDR-Liga. Auch unter dem neuen Trainer Olaf Keller und unter Zweitligabedingungen verbesserte sich Walleks Lage nicht. In der Hinrunde bestritt er sechs Punktspiele, von denen er vier als Stürmer über 90 Minuten absolvierte. Ende 1984 gab Wallek im Alter von 25 Jahren nach 29 Oberligaeinsätzen und vier Toren seine Erstliga-Ambitionen auf und ging mit Beginn des Jahres 1985 zu Chemie Wolfen in die drittklassige Bezirksliga Halle. Er kehrte auch später nicht mehr in den höherklassigen Fußball zurück.